# Marathon Cup 13 2024
De Marathonschaatsen 2023/2024 Marathon Cup 13 2024 was de een en twintigste wedstrijd van het Marathonseizoen die op zaterdag 10 februari 2024 plaatsvond op De Meent in Alkmaar. 
Er was geen wedstrijd voor de beloften vrouwen. 
Bij de mannen had Harm Visser zijn achtste kunstijsmarathon van het seizoen gewonnen. Visser was de oranjepakdrager het snelst van een kleine kopgroep. Luc ter Haar en Tjerk de Boer eindigde achter Visser als tweede en derde. Visser stelde met deze overwinning de eindzege veilig in de Daikin Marathon Cup. Met nog twee wedstrijden te gaan is het gat nu al onoverbrugbaar. Lianne van Loon won bij de top-divisie vrouwen. In de pelotonsprint toonde Van Loon haar snelheid door Esther Kiel duidelijk te kloppen. Voor van Loon is het haar eerste overwinning op het hoogste niveau van het marathonschaatsen. Sofia Schilder pakte de bronzen plak.
De Fransman Giovanni Trébouta had de beloften wedstrijd. Trébouta ontsnapte in de finale uit de kopgroep die na een zware wedstrijd het peloton op een ronde had gezet. Voor Trébouta was het de eerste overwinning in het marathonschaatsen. Hylke de Boer won de sprint om de tweede plaats. Klassementsleider Wisse Slendebroek eindigde als derde en behield de witte en oranje leiderspakken.

## Tijdschema
| Datum                     | Tijd (CET) | Onderdeel           |
| ------------------------- | ---------- | ------------------- |
| Zaterdag 10 februari 2024 | 18:00      | Beloften mannen     |
| Zaterdag 10 februari 2024 | 19:30      | Top-divisie vrouwen |
| Zaterdag 10 februari 2024 | 20:45      | Top-divisie mannen  |

## Podia
| Klasse             | Eerste            | Tweede        | Derde             |
| ------------------ | ----------------- | ------------- | ----------------- |
| Topdivisie mannen  | Harm Visser       | Luc ter Haar  | Tjerk de Boer     |
| Topdivisie vrouwen | Lianne van Loon   | Esther Kiel   | Sofia Schilder    |
| Beloften mannen    | Giovanni Trébouta | Hylke de Boer | Wisse Slendebroek |

## Uitslag Top-divisie mannen[2]
| #      | Rijder               | Nationaliteit | Ploeg                           | Ronde | Punten |
| ------ | -------------------- | ------------- | ------------------------------- | ----- | ------ |
| Goud   | Harm Visser          | Nederland     | Jumbo-Visma                     | 126   | 30,1   |
| Zilver | Luc ter Haar         | Nederland     | Bouwselect / De Haan Westerhoff | 126   | 26     |
| Brons  | Tjerk de Boer        | Nederland     | Royal A-ware                    | 126   | 23     |
| 4      | Jeroen Janissen      | Nederland     | OKAY/Interfarms                 | 126   | 22     |
| 5      | Sjoerd den Hertog    | Nederland     | Royal A-ware                    | 126   | 21     |
| 6      | Crispijn Ariëns      | Nederland     | Team Reggeborgh                 | 126   | 20     |
| 7      | Bart Mol             | Nederland     | A6.nl / KMC                     | 126   | 19     |
| 8      | Homme Jan de Groot   | Nederland     | Bouwselect / De Haan Westerhoff | 126   | 18     |
| 9      | Mats Stoltenborg     | Nederland     | Jumbo-Visma                     | 126   | 17     |
| 10     | Daan Gelling         | Nederland     | Royal A-ware                    | 125   | 11     |
| 11     | Niels Overvoorde     | Nederland     | Sportchaletviehhofen.at         | 125   | 10     |
| 12     | Roel Boek            | Nederland     | Port of Amsterdam / SKITS       | 125   | 9      |
| 13     | Stefan Wolffenbuttel | Nederland     | OKAY/Interfarms                 | 125   | 8      |
| 14     | Luuk Loohuis         | Nederland     | Port of Amsterdam / SKITS       | 125   | 7      |
| 15     | Tom den Heijer       | Nederland     | Sportchaletviehhofen.at         | 125   | 6      |
| 16     | Niels Immerzeel      | Nederland     | VGR Sport / Mechan Groep        | 125   | 5      |
| 17     | Kevin Hoekstra       | Nederland     | Bouwselect-De Haan Westerhoff   | 125   | 4      |
| 18     | Bart Vreugdenhil     | Nederland     | Talentploeg                     | 125   | 3      |
| 19     | Chiel Smit           | Nederland     | Sprog                           | 125   | 2      |
| 20     | Ronald Haasjes       | Nederland     | Team Reggeborgh                 | 125   | 1      |

125 ronden
1:06:53uur (gem. 32,1sec) 44,9km/h

## Uitslag Top-divisie vrouwen[3]
| #      | Rijder                 | Nationaliteit | Ploeg                               | Ronde | Punten |
| ------ | ---------------------- | ------------- | ----------------------------------- | ----- | ------ |
| Goud   | Lianne van Loon        | Nederland     | KNSB Inline Selectie                | 80    | 25,1   |
| Zilver | Esther Kiel            | Nederland     | BDM-BTZ                             | 80    | 21     |
| Brons  | Sofia Schilder         | Nederland     | Van Ramshorst Renault               | 80    | 18     |
| 4      | Elsemieke van Maaren   | Nederland     | OKAY/Interfarms                     | 80    | 17     |
| 5      | Tessa Snoek            | Nederland     | VGR Sport / Vreugdenhil Dairy Foods | 80    | 16     |
| 6      | Iris Tiben             | Nederland     | Wokke Vastgoed                      | 80    | 15     |
| 7      | Beau Wagemaker         | Nederland     | PGM Bakker                          | 80    | 14     |
| 8      | Tjilde Bennis          | Nederland     | Turner                              | 80    | 13     |
| 9      | Loesanne van der Geest | Nederland     | PGM Bakker                          | 80    | 12     |
| 10     | Dieuwertje van Kalken  | Nederland     | Turner                              | 80    | 11     |
| 11     | Veerle van Koppen      | Nederland     | Gewest Fryslan / Victron Energy     | 80    | 10     |
| 12     | Eline van Voorden      | Nederland     | PGM Bakker                          | 80    | 9      |
| 13     | Sophie Kraaijeveld     | Nederland     | Gewest Fryslan / Victron Energy     | 80    | 8      |
| 14     | Merel Conijn           | Nederland     |                                     | 80    | 7      |
| 15     | Iris van der Stelt     | Nederland     | PEER racefietsen Wijk en Aalburg    | 80    | 6      |
| 16     | Bente Kerkhoff         | Nederland     | Team Albert Heijn Zaanlander        | 80    | 5      |
| 17     | Ineke Dedden           | Nederland     | BDM-BTZ                             | 80    | 4      |
| 18     | Hilde Noppert          | Nederland     | Bouwbedrijf De Vries                | 80    | 3      |
| 19     | Anne Leltz             | Nederland     | Wokke Vastgoed                      | 80    | 2      |
| 20     | Gioya Lancee           | Nederland     | BDM-BTZ                             | 80    | 1      |

80 ronden
0:46:12uur (gem. 34,6sec) 41,6km/h

## Uitslag beloften mannen[4]
| #      | Rijder              | Nationaliteit | Ploeg                                  | Ronde | Punten |
| ------ | ------------------- | ------------- | -------------------------------------- | ----- | ------ |
| Goud   | Giovanni Trébouta   | Frankrijk     |                                        | 101   | 30,1   |
| Zilver | Hylke de Boer       | Nederland     | Bouwselect / De Haan Westerhoff        | 101   | 26     |
| Brons  | Wisse Slendebroek   | Nederland     | OKAY/Interfarms                        | 101   | 23     |
| 4      | Nino van Dijk       | Nederland     | Traumeel Gel                           | 101   | 22     |
| 5      | Joost de Jong       | Nederland     | Van Ramshorst Renault                  | 101   | 21     |
| 6      | Jochem Posthumus    | Nederland     | Speelman / Kuil                        | 101   | 20     |
| 7      | Max van Honschoten  | Nederland     |                                        | 101   | 19     |
| 8      | Melle Brouwer       | Nederland     | Ormer ICT                              | 101   | 18     |
| 9      | Adne Koster         | Nederland     | Speelman / Kuil                        | 101   | 17     |
| 10     | Bram Kras           | Nederland     | Wokke Vastgoed                         | 101   | 16     |
| 11     | Arn Botman          | Nederland     | Wokke Vastgoed                         | 100   | 10     |
| 12     | Jasper Tinga        | Nederland     | Douma Staal                            | 100   | 9      |
| 13     | Simon de Smit       | Nederland     | Vecter                                 | 100   | 8      |
| 14     | Mitchel Zijp        | Nederland     | Forte Sportswear                       | 100   | 7      |
| 15     | Gert-Jan van Diepen | Nederland     |                                        | 100   | 6      |
| 16     | Jurrian Haasjes     | Nederland     | Arbeidsrecht de Graaf                  | 100   | 5      |
| 17     | Jelle Koeleman      | Nederland     | Spieren voor Spieren / Douna Machinery | 100   | 4      |
| 18     | Ewout Beijeman      | Nederland     | Drenergie                              | 100   | 3      |
| 19     | Chris Berkhout      | Nederland     | Van Ramshorst Renault                  | 100   | 2      |
| 20     | Lasse Klaas         | Nederland     | ELKA-Install                           | 100   | 1      |

100 ronden
0:55:26uur (gem. 33,3sec) 43,3km/h

### Snelste wedstrijdgemiddelde
| Klasse              | Snelste gemiddelde       | Tijd     | Ronden | Schaatsster       | Nationaliteit | Ploeg                        |
| ------------------- | ------------------------ | -------- | ------ | ----------------- | ------------- | ---------------------------- |
| Top-divisie Mannen  | 44,9 km/h (gem. 32,1sec) | 01:06:53 | 125    | Harm Visser       | Nederland     | Jumbo-Visma                  |
| Top-divisie Vrouwen | 41,6 km/h (gem. 34,6sec) | 00:46:12 | 80     | Irene Schouten    | Nederland     | Team Albert Heijn Zaanlander |
| Beloften Mannen     | 43,3km/h (gem. 33,3sec)  | 00:55:26 | 100    | Giovanni Trébouta | Frankrijk     |                              |

Marathon Cup 1 · 
Marathon Cup 2 · 
Marathon Cup 3 ·
Marathon Cup 4 · 
Marathon Cup 5 · 
Marathon Cup 6 · 
Marathon Cup 7 · 
Marathon Cup 8 · 
Staatsloterij Schaatsmarathon · 
Marathon Cup 9 · 
NK kunstijs · 
Marathon Cup 10 · 
Eerste schaatsmarathon op natuurijs · 
Tweede schaatsmarathon op natuurijs · 
Marathon Cup 11 · 
Marathon Cup 12 · 
Grand Prix 1 · 
Open NK natuurijs · 
Grand Prix 2 · 
Grand Prix 3 ·
Marathon Cup 13 ·
Marathon Cup 14 · 
Grand Prix 4 · 
Grand Prix 5 · 
Grand Prix 6 ·  
Marathon Cup 15
Klassementen: KNSB Cup ·
Jongeren · 
Ploegen ·
Grand Prix ·
Club-assistent Brabantcup ·
Natuurijs vierdaagse
Lijst van schaatsmarathonrijders 2023/2024